# Pueblo khmu
El pueblo khmu (en lao:ຂະມຸ; en chino:克木族 ; en birmano:ခမူ) es un grupo étnico del sudeste asiático. La mayoría (88%) vive en el norte de Laos, donde constituye el grupo étnico minoritario más grande, que comprende el once por ciento de la población total.  Históricamente, en idioma inglés, el nombre del pueblo puede escribirse como Kmhmu, Kemu y Khammu, entre otros.
Los khmus también se pueden encontrar en el suroeste de China (en la Prefectura autónoma dai de Xishuangbanna en la provincia de Yunnan), y en los últimos siglos ha migrado a territorios de Birmania, Tailandia y Vietnam —donde son un grupo étnico oficialmente reconocido—. Sin embargo, en la República Popular de China no se les reconoce oficialmente como un grupo «nacional» separado, sino que se clasifican como un subgrupo de los blang.
Se sospecha que el endónimo "khmu" proviene de su palabra kymhmuʔ, que significa "gente". Khmu también se refiere a menudo a su etnicidad como pruʔ.

## Distribución geográfica
Los khmus eran los habitantes indígenas del norte de Laos. En general, se cree que los khmus alguna vez habitaron un área mucho más grande. Después de la llegada de los pueblos tailandeses / laos a las tierras bajas del sudeste asiático, los khmus se vieron obligados a ir a tierras más elevadas (Lao Theung), por encima de las tierras bajas Lao y las de Hmong / Mien (Lao Sung) que habitan las regiones más altas, donde practicaron la agricultura clandestina. Hay más de 568.000 khmus en todo el mundo, con poblaciones de 500.000 en Laos, 73.000 en Vietnam, 10.000 en Tailandia, 10.000 en China y un estimado de 8.000-10.000 en los Estados Unidos.

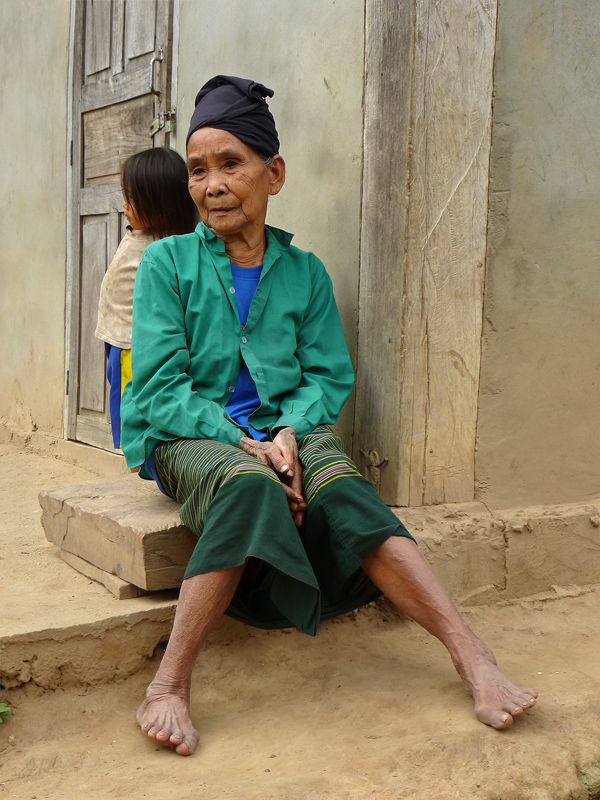
Anciana khmu en la provincia de Bokeo-

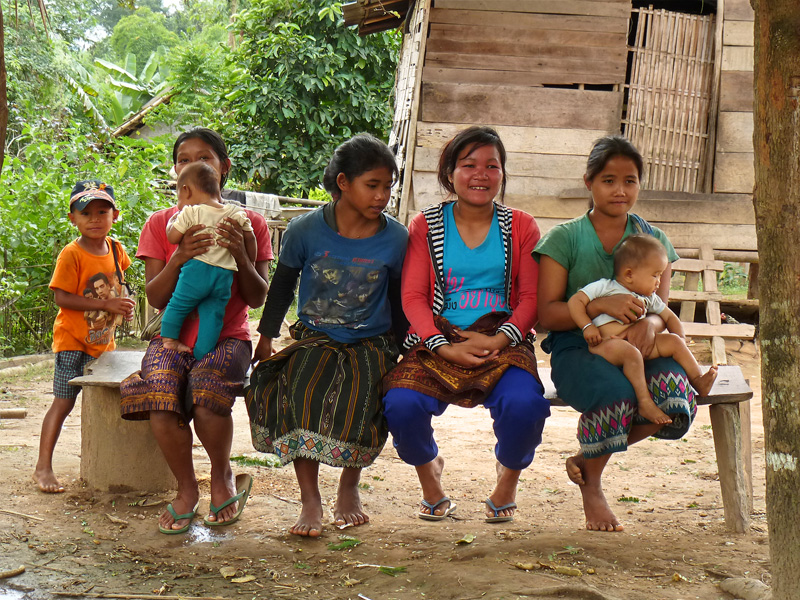
Mujeres y niños khmus de la provincia de Bokeo

Los khmus de Laos residen principalmente en el Norte y abarcan diez provincias, formando el grupo étnico más grande, superando incluso al pueblo laosiano en cinco provincias del norte (Luang Prabang, Phongsali, Oudomxay, Bokeo y Luang Namtha). Los khmus de Tailandia se agrupan en la provincia de Nan, cerca de la frontera entre Tailandia y Laos.
La mayoría de las aldeas khmus están aisladas y únicamente reciben electricidad muy lenta. En muchas áreas, los khmus viven junto a los hmongs y otras minorías regionales. En los Estados Unidos llegaron en calidad de refugiados de la guerra de Vietnam. La mayoría de estos refugiados se establecieron en California, en donde se encuentra la Federación Nacional de los Khmus, Inc., y el Centro Nacional Católico de los Khmus.
Muchos de los khmus en Tailandia han llegado recientemente desde Laos y Vietnam, también como refugiados de la Guerra de Vietnam y los gobiernos comunistas subsiguientes, aunque migraciones transfronterizas a las provincias de Nan, Phayao y Chiang Rai de Tailandia para nuevas tierras agrícolas y trabajo en la industria de la teca ,comenzaron hace unos 200 años.

## Subgrupos
En sus refugios de montaña, los diversos asentamientos de khmus quedaron aislados, rodeados y parcialmente influidos por los grupos dominantes de sus respectivas zonas. En consecuencia, en la actualidad hay subdivisiones entre ellos por este motivo, pero, sobre todo, por sus dialectos. Estos subgrupos se llaman tmowy ( [tmɔi] ) en khmu. Algunos de los más grandes son los Tmowy Mea [tmɔi mɛ], Tmowy Ksak [tmɔi ksăk], Tmowy Rok [tmɔi rɔk] (Lao: kha hok ). El khmu al norte del río Tha (nam tha), que a menudo vive en estrecho contacto con las tierras bajas de Tai Lu y los pueblos tailandeses Yuan, distingue grupos que incluyen Tmowy Lü [tmɔi lɯʔ], Tmowy Yuan y Tmowy Khuen (khuen es a menudo un sinónimo de "Khmu" en general).
Aparte de por su separación geográfica, las diferencias principales de los subgrupos radican en el dialecto. Sin embargo, hay ligeras variaciones en las costumbres y las prácticas culturales entre los distintos países. Los khmus se refieren a otros dentro de su propio camino como tay-haem («hermanos mayores-hermanos menores»), expresando solidaridad y un culto ancestral común / ritual compartido mientras se refieren a otros khmu por el nombre de sus respectivos grupos.
Los grupos al norte del río Tha en particular, cuyos nombres reflejan su identificación parcial con las culturas budistas de Tai, se han visto aculturizados por los grupos étnicos dominantes de la región. A menudo se les contrasta con los Khmu Roek, que viven más arriba en las colinas y conservan algunas costumbres más antiguas que otros grupos ya han abandonado. Mientras que los Khmu Roek a menudo son respetados como el centro del «complejo ritual-socio-económico» de los khmus, «Khek» también se utiliza como una denominación de «backwood» de khmu, independientemente de su situación.

## Lengua
La lengua khmu pertenece a la familia de lenguas austroasiáticas, en la que se agrupan varias lenguas estrechamente relacionadas, entre ellas Puoc, O'du y Kniang, entre otras, que forman la rama Khmuic. Los muchos dialectos del khmu difieren principalmente en el inventario de consonantes, la existencia del registro y el grado en que el idioma se ha visto influiao por el idioma nacional que lo rodea. Los dialectos son, en su mayor parte, mutuamente inteligibles; sin embargo, la comunicación puede ser difícil entre hablantes de dialectos geográficamente distantes.
Los dialectos del khmu pueden clasificarse en dos grupos: Western Khmu y Eastern Khmu. Los dialectos del khmu occidental tienen menos fonemas de consonantes y, en su lugar, utilizan el contraste de registro fonémico del registro transpirable «relajado» y el registro modal «tenso». En al menos un dialecto del khmu occidental, el Khmu Roek , la tonogénesis es evidente, ya que el contraste del registro se ha convertido en un sistema de dos tonos fonéticos con seis realizaciones fonémicas.  Los dialectos del khmu oriental muestran la tendencia opuesta. Al carecer completamente de registro o distinción de tonos, estos dialectos utilizan una distinción de tres vías de paradas (sin voz, sin voz y sin voz) y nasales (voz, sin voz y pre-glotalizada) en la posición inicial de sílaba para el contraste fonémico.
Aunque el uso del idioma khmu entre sus compañeros es actualmente bastante vigoroso, la mayoría, si no todos, también dominan el idioma del grupo culturalmente dominante del área y muchos usan regularmente tres o incluso cuatro idiomas diferentes. El khmu de Laos, por ejemplo, habla el idioma lao cuando trata con funcionarios del gobierno, participa en el comercio con los laosianos de las tierras bajas o si asiste a la escuela. El comercio con otros grupos de las tierras altas puede requerir el conocimiento de idiomas adicionales, como el hmong, a menos que ambos grupos puedan usar la lengua franca. Los khmus de Tailandia están más asimilados, a menudo viven en aldeas tailandesas y prefieren hablar la lengua kham meuang, incluso en familias en las que ambos progenitores son khmus.

## Origen
Los pueblos khmuic se refieren a un grupo de etnias del sudeste asiático continental que hablan idiomas estrechamente relacionados y siguen costumbres y tradiciones similares. Se cree, basándose en evidencias lingüísticas, culturales e históricas, que estos grupos ahora dispares descienden de una etnia homogénea que puede haber estado entre las primeras poblaciones en poblar el norte de Indochina. Este pueblo khmuic histórico habitó áreas mucho más grandes que en la actualidad, incluidas las áreas de tierras bajas del norte de Tailandia y Laos, al menos en la actualidad, hasta que fue absorbida o empujada hacia refugios montañosos por los sucesivos imperios de Dvaravati y reino de Chenla y la llegada posterior de varios pueblos Tai.

## Estructura social
Son una sociedad agrícola, aunque la recolección, la caza, la captura y la pesca son partes del estilo de vida del khmu. Sus cultivos incluyen arroz (especialmente arroz pegajoso blanco y negro), maíz, bananas, caña de azúcar, pepinos, frijoles, sésamo y una variedad de verduras. La mayor parte del trabajo agrícola en sus aldeas se realiza de manera comunitaria, para combinar la fuerza y terminar el trabajo rápidamente. La recolección del arroz en el campo cubierto se realiza generalmente por las mujeres de la aldea.
El arroz se almacena fuera del pueblo para protegerlo del fuego y en estructuras elevadas para protegerlo de ratones y ratas. Los ancianos son tradicionalmente las personas más importantes de la aldea, y son responsables de resolver todas las disputas de la aldea.
Los líderes de la aldea incluían al chamán —experto en medicina espiritual—, al curandero —experto en medicina herbal—, al sacerdote —basado en el linaje familiar del sacerdocio— y al jefe de la aldea —en los tiempos modernos elegidos por el gobierno de Laos—. Las comunidades laosianas de khmu generalmente tienen sistemas de justicia localizados y administrados por los ancianos de la aldea.

## Cultura
La cultura khmu se transmite tradicionalmente por el recital de historias alrededor de los fuegos nocturnos. Las sesiones de narración de historias involucran el intercambio de pipas de plata —originalmente opio, pero ahora predominantemente tabaco—. Algunos khmu están fuertemente tatuados por motivos tanto decorativos como religiosos. En Laos, el pueblo khmu es reputado por practicar magia, y algunas familias todavía se dedican a lanzar hechizos y contar fortunas. De acuerdo con las prácticas animistas de khmu, se ofrece reverencia a Hroi gang el espíritu de la casa.
Los aldeanos creen que una casa khmu, una aldea y sus alrededores están integrados con los espíritus de la tierra, por lo que las casas y aldeas se consideran espacios sagrados o ritualizados. Típicamente, pueblos enteros de khmus están encerrados en cercas con tres o cuatro puertas que separan a los khmus de sus graneros. Los altares se colocan fuera del perímetro para evitar incendios y tormentas.
En el pasado, se creía que cada familia estaba bajo la protección de un tótem como un jabalí o un águila que originalmente había ayudado a un antepasado y seguiría protegiendo a la familia. En el pasado, el pueblo khmuic celebraba cuatro festivales: siembra de arroz, cosecha de arroz, año nuevo y lavado o deshacerse de los festivales del pecado. En la antigüedad, los celebraban el festival de año nuevo en el primer día de luna creciente del primer mes lunar. En la actualidad, el festival de año nuevo en su mayoría no se practica o, si se hace, se integra con el festival de la cosecha.
Una antigua casa khmuic debía estar colocada a lo largo de la dirección de este a oeste y nunca cruzar la dirección del sol. Sin embargo, hay algunas casas que la gente construyó cruzando la dirección del sol. Cada casa debe tener una puerta en el este y otra hacia el norte o el sur. Esto depende de la situación del área donde se construyó la casa y nunca se construye una puerta en el lado oeste de la casa. Una casa con inclinaciones rectas debe tener un gran balcón exterior —conectado con una escalera de 5 o 7 escalones— conectado desde la puerta este y una habitación con la puerta este o norte —conectada con una escalera de 5 o 7 escalones—.
Una casa con inclinaciones en forma de media luna debe tener un gran balcón exterior —unido a una gran escalera de 5 o 7 escalones— conectado desde una habitación pequeña y corta y delgada conectada desde el sitio norte o sur de la casa, y un balcón interior adjunto con una escalera de 5 o 7 pasos conectado desde la puerta este. Los antiguos khmuic creían y adoraban al espíritu del sol por seguridad y salud. Temprano en la mañana, sea cual sea el día que esté despejado el cielo, cuando el sol comienza a salir, las personas abrían las puertas del este de sus casas para dejar que el sol brille en sus casas.
Hay tres explicaciones para esta direccionalidad de la construcción de casas: 
1. Expulsar a los demonios, fantasmas y malos espíritus de las casas. Los antiguos khmuic creían que los demonios, fantasmas o malos espíritus temían la luz solar
2. Expulsar y eliminar las bacterias y todo tipo de pequeños insectos peligrosos para el cuerpo y la salud
3. Las personas de etnia khmuic también creen que la luz del sol de la mañana es pura y fresca, por lo que exponer el cuerpo de uno a la luz del sol de la mañana hace que la mente esté fresca, de buen humor, sano y activo en el trabajo. Hoy en día, la mayoría de los khmus ignoran las creencias y reglas, y no practican esta forma de construir sus casas.[12] Los techos de las casas están cubiertos con tejas de madera o paja.[11] En el caso de que se relacione con la temporada de cosecha, la gente de khmuic también respeta el sol como un símbolo de cielo despejado o clima sin lluvia. Durante la temporada de cosecha, a veces el clima era anormal y llovía, lo que causaba mucho daño al arroz. Entonces, cuando el arroz madura y su color se vuelve amarillo o anaranjado, y en la época de la cosecha, los khmuic realizaban pequeños rituales para sacrificar almas o espíritus en los campos de arroz, en su mayoría son campos de arroz en tierra o en campos silvestres (tala y quema) técnica que la gente khmuic llama hre hngo. En los rituales de los sacrificios de «almas de arroz», golpean el tambor de bronce, que la gente lo llama yan o heurbang greh (cosecha de gong). Ruegan al sol para que brille bien y evitar que la lluvia caiga. En caso de que llueva, también golpean el yan y pronuncian algunos dichos para pedir que la lluvia se detenga. Durante la temporada de lluvias, si llueve más de lo normal, los khmus golpea el yan y recita para pedir que la lluvia disminuya o se detenga por un tiempo. Esta es la razón por la que en la ceremonia de Moun Greh, el pueblo khmuic golpeaban el yan para agradecer al sol por brillar durante la cosecha de arroz; y es por eso por lo que los khmus también llaman al tambor de bronce como heurbang greh (cosecha de gong); en la actualidad este tipo de práctica es poco frecuente.

Los cementerios se dividen tradicionalmente en cuatro secciones; uno para muertes naturales, uno para muertes accidentales, uno para niños y otro para aquellos que murieron fuera de casa. Los khmus generalmente no creen en el renacimiento. Su animismo tradicional pone énfasis en el concepto de tabú, ya que los aldeanos creen que las violaciones del tabú resultan en la venganza de los espíritus. Las actividades prohibidas incluyen tocar los altares o los amuletos que representan el espíritu de la casa, las ceremonias de nacimiento de los niños nacidos con los pies primero y entrar a una casa sin permiso.
Los bailes para propiciar a la diosa del arroz son comunes entre ellos; se realizan con el fin de garantizar una buena cosecha.